# Josep Maria de Sagarra Àngel
Josep Maria de Sagarra Àngel (Barcelona, Cataluña, 1966) es licenciado en Filología Eslava y traductor español.

## Actividad
Licenciado en Filología eslava por la Universidad de Barcelona, ha realizado también estudios de Filología polaca en la Universidad Jagellónica de Cracovia y en la Universidad de Varsovia.
Autor de traducciones de obras literarias del polaco y del ruso al español y al catalán, se ha especializado en la producción de Stanisław Ignacy Witkiewicz, Sławomir Mrożek y Mijaíl Bulgákov. Ha publicado trabajos periodísticos sobre culturas eslavas y de análisis político, en rotativos y revistas como Avui, 'El Punt / Avui, El País (edición de Barcelona), La Vanguardia o Revista de Occidente; sus trabajos también se han publicado en medios extranjeros como Rzeczpospolita (Varsovia), Politika (Belgrado), Élet És Irodalom (Budapest) o Театр. Журнал о театре (Moscú). 
En 1994, coordinó la Operación Witkacy, una iniciativa interdisciplinar (literatura, cine, teatro, artes plásticas) para la difusión en España de la obra de Stanisław Ignacy Witkiewicz.
Ha investigado la obra del artista polaco Tadeusz Kantor (especialmente en relación con sus intersecciones con el arte español), que ha divulgado a través de publicaciones, exposiciones y conferencias.

## Traducciones del polaco
- Tadeusz Kantor, «Salvar de l’oblid» / «Ocalić przed zapomnieniem». Diari de Barcelona, 05.02.1989 (MIRADOR / p. 35).

- Zygmunt Hübner, Els homes de l’emperador / Ludzie cesarza, en: ESCENA. Publicació mensual sobre les arts escèniques. Barcelona, Edicions Tramma, Año 2, n.º 5, enero de 1990 (pp. 1-15) (ISSN 1130-1171).

- Stanisław Ignacy Witkiewicz, El pop o la visió hyrcanesa del món / Mątwa czyli Hyrkaniczny światopogląd. (Incluye el texto Sobre la Forma Pura / O Czystej Formie, de St. I. Witkiewicz, y el Proyecto de montaje / Partytura de Tadeusz Kantor para la misma obra.) Publicacions de l’Institut del Teatre de la Diputació de Barcelona. Barcelona, noviembre de 1992 (ISBN 978-84-7794-202-3).   Texto estrenado, en el teatro municipal «SAT» de Barcelona, el 14 de diciembre de 1994, por la compañía “Teatre Invisible”, con dirección escénica de Moisès Maicas.[6][7]

- Dorota Żbikowska, WITKACY. La Forma Pura en la plàstica / WITKACY. Czysta Forma w plastyce (catálogo de la exposición del mismo nombre de obra plástica de St. I. Witkiewicz; edición bilingüe polaco / catalán).[8] Publicacions de l’Ajuntament de Barcelona. Barcelona, enero de 1994.

- Stanisław Ignacy Witkiewicz, Narcóticos / Narkotyki. Circe. Barcelona, febrero de 1994 (ISBN 978-84-7765-080-5): Reseña de Pilar Castro, en: ABC (Madrid), 01.07.1994.

- Stanisław Ignacy Witkiewicz, «Sobre la interpretació artística de l’actor» / «O artystycznej grze aktora». Regió7 (Suplement de Cultures, n.º 163), 17.04.1994.

- Sławomir Mrożek, Les viudes. Un dia d’estiu. L’escorxador / Wdowy. Letni dzień. Rzeźnia (bibliografía teatral de S. Mrożek y postfacio del traductor). Edicions Tres i Quatre. Valencia, octubre de 1995 (ISBN 978-84-7502-458-5):[9] Reseña de Francesc Massip, en: Avui, 11.04.1996.    Un dia d’estiu: Texto estrenado en el Teatro de Villafranca de Bonany (Mallorca), el 23 de septiembre de 2006, por la compañía Produccions de Ferro, con dirección escénica de Màrius Hernández.

- Henryk Sienkiewicz, Quo vadis (índices, notas y mapas del traductor). Proa (col. «Tot vent»). Barcelona, febrero de 1997 (ISBN 978-84-8256-290-2): La Vanguardia, 03.04.1997. Reseña de Isidor Cònsul, en: Serra d’Or, Año XXXIX, n.º 450 (junio de 1997).

- AA.VV., Tadeusz Kantor. L’escena de la memòria / Tadeusz Kantor. Scena pamięci (catálogo de la exposición del mismo título de obra plástica de Tadeusz Kantor). Fundació Caixa de Catalunya / Fundación Arte y Tecnología, Barcelona / Madrid, marzo de 1997 (ISBN 978-84-9222-472-2).

- Tadeusz Kantor, «La memòria com a procés de creació» / «Pamięć jako proces twórczy», en: L’escena de la memòria, ed.: Fundació Caixa de Catalunya / Fundación Arte y Tecnología, Barcelona / Madrid, marzo de 1997 (ISBN 978-84-9222-472-2).

- Wisława Szymborska, Vista amb un gra de sorra / Widok z ziarnkiem piasku. Columna. Barcelona, abril de 1997 (ISBN 978-84-8300-318-3); Columna–Proa. Barcelona, 1998 (ISBN 978-84-8300-450-0): Reseña de Joan Triadú, en: Avui, 10.07.1997.  Reseña de Isidor Cònsul, en: Serra d’Or, Año XXXIX, n.º 455 (noviembre de 1997). Reseña de Robert Saladrigas, en: La Vanguardia, 11.07.1997.

- Adam Zagajewski, Poemes selectes («Ruïnes», «Aquell dia», «Temps ha», «La cara de Van Gogh», «A l’hora de la mort», «Cançó de bressol» / «Ruiny», «Tego dnia», «Dawniej», «Twarz van Gogha», «W godzinę śmierci», «Kołysanka»). 13 Festival Internacional de Poesía de Barcelona 1997. Institut de Cultura. Ajuntament de Barcelona, mayo de 1997.

- Sławomir Mrożek, Dues cartes i altres relats / Dwa listy i inne opowiadania. Quaderns Crema. Barcelona, noviembre de 1997 (ISBN 978-84-7727-237-3): Reseña de Julià Guillamon, en: La Vanguardia, 19.12.1997.

- Sławomir Mrożek, Dos cartas y otros relatos / Dwa listy i inne opowiadania. Acantilado. Barcelona, noviembre de 1997 (ISBN 978-84-7727-241-0); Barcelona, 2003 (ISBN 978-84-9613-611-3).

- Stanisław Ignacy Witkiewicz, Las 622 caídas de Bungo o la mujer diabólica / 622 upadków Bunga czyli demoniczna kobieta. Destino (col. «Áncora y Delfín»). Barcelona, enero de 2002 (ISBN 978-84-2333-374-5): Reseña de Eloy Tizón, en: Revista de Libros, n.º 70, octubre de 2002. (enlace roto disponible en Internet Archive; véase el historial, la primera versión y la última).

- Adam Zagajewski, «Ir a Lwów» / «Jechać do Lwowa», en: Revista de Occidente, julio-agosto de 2011, n.º 362-363 (pp. 205-208).

## Traducciones del ruso
- Mijaíl Bulgákov, Aquell foll d’en Jourdain / Полоумный Журдэн, en: ESCENA. Publicació mensual sobre les arts escèniques. Barcelona, Edicions Tramma, Año 1, n.º 1, septiembre de 1989 (pp. 1-18) (ISSN 1130-1171).   Texto estrenado en el Jove Teatre Regina de Barcelona, el 19 de abril de 1990, por la compañía “Dau Rodó Teatre”, con dirección escénica de Joan Anton Sànchez.[10][11]

- Aleksándr Guelman, El banc / Скамейка. Edicions 62 (col. «El Galliner», n.º 123). Barcelona, mayo de 1991 (ISBN 978-84-2973-283-2).   Texto estrenado en la Sala Beckett de Barcelona, el 17 de abril de 1990, por la compañía "Perestroika-Pebretres Desconeguts", con dirección escénica y escenografía de Borís Rotenshtein.[12][13]

- Mijaíl Bulgákov, Cor de gos / Собачье сердце. Club Editor-Columna. Barcelona, mayo de 1993 (ISBN 978-84-7329-062-3); Barcelona, 2006 (ISBN 978-84-7329-117-0): Reseña de Joan Triadú, en: Serra d'Or, Año XXXV, n.º 406 (octubre de 1993). Reseña de Carlos Zanón, en: Avui, 23.04.2007.

- Mijaíl Bulgákov, Els dies dels Turbin / Дни Турбиных. Quaderns Crema. Barcelona, abril de 1993 (ISBN 978-84-7727-107-9).   Texto estrenado en el Teatre Romea (Centro Dramático de la Generalidad de Cataluña), bajo el título La guàrdia blanca, el 15 de abril de 1993, con dirección escénica de Pável Khomski.[14][15][16]

- Fiódor Dostoyevski, Els germans Karamàzov / Братья Карамазовы. (Adaptación escénica del Teatro MOSSOVIET /Moscú/, según la novela de Fiódor Dostoyevski.)   Texto estrenado en el Teatre Romea (Centro Dramático de la Generalidad de Cataluña), el 25 de marzo de 1993, con dirección escénica de Pável Khomski.[17]

## Trabajos periodísticos de tema eslavo

### Artículos
| - «Que vénen els russos!», ESCENA. Publicació mensual sobre les arts escèniques. Barcelona. Año 2, n.º 7, abril-mayo de 1990: Traces (GELCC / UAB). - «21 compañías internacionales homenajean en Cracovia al dramaturgo Sławomir Mrożek». El País, 03.07.1990. - «Telón final para un artista combativo», en la muerte de Tadeusz Kantor. El Observador (Barcelona), 09.12.1990 (p. 41). - «La compañía polaca Cricot2 decide continuar el teatro de Kantor sin Kantor». El País, 28.02.1991. - «Mrożek i la visió grotesca de la metafísica». Avui, 14.03.1993 (p. 27). - «Bruno Schulz o els mites infantils», en colaboración con Dorota Żbikowska. Avui, 25.07.1993 (p. 33). - «Bogusław Schaffer, compositor i home de teatre». Boletín de la Asociación de espectadores del Teatre Lliure, n.º 13, diciembre de 1993 (p. 29). - «Pożegnanie jesieni», sobre la versión cinematográfica de Mariusz Treliński de la novela Adiós al otoño, de Stanisław Ignacy Witkiewicz. Filmoteca de la Generalidad de Cataluña, Programa n.º 19, curso 1993-94. - «L’Europa dels esclaus». Avui, 10.10.1994. | - «Hurra, la pau freda, hurra!». Avui, 26.05.1995 (p. C4). - «Bòsnia encore une fois». Avui, 31.10.1995 (p. C4). - «Quo vadis, Polònia!». Avui, 01.02.1996 (p. C4). - «Kieslowski, un cor polonès». Avui, 17.03.1996 (p. B7). - «La casa Rússia». Avui, 08.07.1996 (p. 18). - «Poesía en llibertat», sobre la poeta Wisława Szymborska. Avui, 04-05.10.1996 (p. 38). - «Sławomir Mrożek i la decadència d’Occident». Avui, 09.09.1996. - «Polònia a Barcelona». Avui, 14.10.1996 (p. 26). - «Final de segle», sobre la narrativa de Sławomir Mrożek. Avui, 25.12.1997 (p. X). - «La senyora Dulska». Avui, 02.12.1996. - «La veu de Wisława Szymborska». Avui, 08.06.1997 (pp. 51-52). - «Anna Halczak o, simplement, ‘A’», en memoria de la archivera del Centro de Documentación de la Obra de Tadeusz Kantor (Cricoteka), Anna Halczak. El Punt / Avui (CULTUЯA), 08.12.2011. - «La sublimitat del que és quotidià», en memoria de la poeta Wisława Szymborska. El Punt / Avui (CULTUЯA), 16.02.2012. |

### Reportajes
| - «Teatre a la Polònia democràtica». Avui, 27.10.1991 (p. 46). - «L’herència polonesa de Fabià Puigserver». Boletín de la Asociación de espectadores del Teatre Lliure, n.º 13, diciembre de 1993 (pp. 26-28). - «Witkiewicz, entre la filosofia i l’estudi de la Forma Pura». Avui, 30.01.1994 (pp. 30-31). - «Glasnost’ o la paraula ressuscitada». Avui, 28.07.1994. - «Mrożek Universal». Avui, 25.05.1995. - «Artèries, venes i capilars», sobre los canales de difusión de las dramaturgias de Europa del Este. Avui, 11.04.1996: Traces (GELCC / UAB). | - «Vendaval Kantor». Avui, 13.03.1997: Traces (GELCC / UAB). - «Quo vadis, Sienkiewicz?». Avui, 03.04.1997: Traces (GELCC / UAB). - «‘La nostra classe’, de Tadeusz Słobodzianek» (enlace roto disponible en Internet Archive; véase el historial, la primera versión y la última).. El Punt / Avui (CULTUЯA), 07.07.2011. - «La biblioteca de Moscou. La Donació del Poble Espanyol, un cas d’agermanament cultural en plena Guerra Civil». El Punt / Avui (CULTUЯA), 19.01.2012. - «Dos polonesos kavafians: Herbert i Zagajewski» / Adam Zagajewski, «Abaltit sobre el tom de Kavafis» (traducción de J.M. de Sagarra). El Punt / Avui (CULTUЯA), 26.04.2012. |

### Entrevistas
- «Stangret-Kantor: "Tadeusz mai no va ser comunista"», entrevista a Maria Stangret-Kantor, artista plástico, viuda de Tadeusz Kantor. Avui, 19.04.1997.

- «La poesía polonesa prova d’establir un diàleg amb el destí», entrevista a Adam Zagajewski, poeta polaco. Avui, 18.05.1997 (p. 51).

- «Vitali Xentalinski», entrevista a V. Shentalinski, escritor ruso. Avui, 07.12.1997 (p. 48).

- «"Me quedan unos veinte años para llegar a la novena sinfonía"», entrevista a Krzysztof Penderecki, compositor polaco. La Vanguardia, 28.01.1998.

- «"El teatro de texto es hoy chapucero"», entrevista a Sławomir Mrożek, dramaturgo polaco. La Vanguardia, 16.03.1998. También en: «Sławomir Mrożek», opúsculo dedicado a S. Mrożek, con ocasión de su octogésimo aniversario. El Acantilado, Barcelona, junio de 2010.

- «La otra conciencia de Sławomir Mrożek», entrevista a Sławomir Mrożek, dramaturgo polaco. Revista de Occidente, abril de 2011, N.º 359. Otras versiones: «"Un escriptor escriu sense saber ben bé per què"», en: Avui (CULTUЯA), 11.11.2010; «„A modern színház nem tetszik nekem”» (enlace roto disponible en Internet Archive; véase el historial, la primera versión y la última)., en: Élet És Irodalom (Budapest), 26.11.2010; «„Poljak sam i tačka”», «Пољак сам и тачка», en: Politika (Belgrado), 10.12.2010; «Pisanie to sprawa fizjologiczna» (enlace roto disponible en Internet Archive; véase el historial, la primera versión y la última)., en: Rzeczpospolita (Varsovia), 25.06.2011; «Нет, пан Мрожек, вы не пан Мрожек!», en: Театр. Журнал о театре (Moscú), n.º 5, enero de 2012.

- «La poesía es un duelo sin fin», entrevista con Adam Zagajewski, poeta polaco. Revista de Occidente, julio-agosto de 2011, N.º 362-363. Otras versiones: «La poesia ordena el caos, però mai per sempre», en: El Punt / Avui (CULTUЯA), 24.03.2011.

## Premios / Distinciones
- 1989: Premio Especial de la Crítica Teatral de Barcelona (Temporada 1989-1990) por las traducciones de Hübner, Guelman y Bulgákov (Jourdain).[18]

- 1991: Premio de Traducciones Inéditas de Textos Teatrales al Catalán (Premis Nacionals de Teatre i Dansa, 1991, otorgados por la Generalidad de Cataluña y la Diputación de Barcelona), por la versión del polaco de la obra El pop o la visió hyrkanesa del món, de Stanisław Ignacy Witkiewicz.[19]

- 1998: Premio «Stanisław Ignacy Witkiewicz» 1998, «en reconocimiento por la difusión de la cultura teatral polaca», concedido por la sede en Varsovia del International Theatre Institute (ITI).[20][21]